# Підгорний (Шарлицький район)
Підго́рний (рос. Подгорный) — селище у складі Шарлицького району Оренбурзької області, Росія.

## Населення
Населення — 13 осіб (2010; 20 у 2002).
Національний склад (станом на 2002 рік):
- росіяни — 95 %